# Zamućenje svijesti
Zamućenje svijesti, koje se također naziva moždana magla ili mentalna magla (engl. brain fog ili mental fog), javlja se kada je osoba malo manje budna ili svjesna nego što je normalno. Manje su svjesni vremena i okoline i teško im je obratiti pažnju. Ljudi opisuju ovaj subjektivni osjećaj kao da im je um "zamagljen".